# Ferrovia della Koralpe
La ferrovia della Koralpe (Koralmbahn in tedesco) è una linea ferroviaria austriaca in fase di attivazione che unisce le città di Graz e Klagenfurt, ed è parte del Corridoio Baltico-Adriatico insieme alla ferrovia Pontebbana.
La linea, lunga 125 km, è a doppio binario ed elettrificata, abilitata per una velocità massima di 250 km/h. La sezione da Klagenfurt a Sankt Paul im Lavanttal è già operativa, mentre l'attivazione della tratta Graz-Sankt Paul im Lavanttal, già interamente costruita, è prevista per dicembre 2025.

## Storia
In seguito al crollo dell'Impero austro-ungarico alla fine della prima guerra mondiale, parte della Drautalbahn, che fino ad allora collegava Klagenfurt e Graz passando per la valle della Drava e per la città di Maribor, ricadde nel territorio del neonato regno di Jugoslavia, rendendo impossibile un collegamento tra le due città senza attraversamenti di confine.
Il primo progetto di una nuova linea che collegasse le due città senza passare per la Slovenia risale al 1920, ma fu inizialmente respinto dal parlamento austriaco.
La questione si fece più seria dopo la fine della seconda guerra mondiale, quando il confine con la Jugoslavia socialista di Tito entrò a far parte della cortina di ferro. Il direttore del dipartimento di ingegneria ferroviaria dell'Università di Graz Klaus Riessberger propose nel 1984 un sistema di 3 lunghi tunnel (Koralpe, Semmering e Bosruck) per liberare la Stiria dall'isolamento geografico.
Nei primi anni 2000 furono realizzate le prime gallerie esplorative sotto la Koralpe, sia dal versante carinziano che da quello stiriano, mentre nel 2009 iniziò la costruzione del tunnel vero e proprio, il cui scavo fu ultimato nel 2020. Le prime corse prova sono iniziate nel 2023, e l'attivazione del servizio passeggeri è prevista per la fine del 2025.

## Percorso
| Continuation backward |

| Unknown route-map component "SPLa" |

| Unknown route-map component "vDST-STR" |

| Unknown route-map component "vÜST" |

| Unknown route-map component "vSTR-DST" |

| Unknown route-map component "vBHF" |

| (211,355) |
| 0,000     |

| Unknown route-map component "CONTgq" | Unknown route-map component "vSTRr-SHI1r" |  |

| Unknown route-map component "KINTaq" | Junction both to and from right |  |

|  | Unknown route-map component "ABZgl" | Unknown route-map component "CONTfq" |

| Stop on track |

| Unknown route-map component "bSHI2lr" |

| Unknown route-map component "BHF-L" | Unknown route-map component "BHF-R" |

| Unknown route-map component "HST-L" | Unknown route-map component "HST-R" |

| Unknown route-map component "SKRZ-Ao" | Unknown route-map component "SKRZ-Ao" |

| Unknown route-map component "tSTRa" | Straight track |

| Unknown route-map component "tHST" + Unknown route-map component "HUBaq" | Stop on track + Unknown route-map component "HUBeq" |

| Unknown route-map component "tSTRe" | Unknown route-map component "eHST" |

| Straight track | Station on track |

| Unknown route-map component "ABZg+l" + Unknown route-map component "lDST~L" | Unknown route-map component "ABZgr" + Unknown route-map component "lDST~R" |

| Straight track | Station on track |

| Unknown route-map component "KRWgl" | Unknown route-map component "KRWg+r" |

| Unknown route-map component "d" | Unknown route-map component "BS2l" | Unknown route-map component "BS2r" + One way leftward | Unknown route-map component "dCONTfq" |

| Enter and exit tunnel + Unknown route-map component "RAq" |

| Unknown route-map component "bWBRÜCKE1" |

| Enter and exit tunnel |

| Stop on track |

| 24,371 |
| 24,860 |

| Unknown route-map component "STRc2" | Unknown route-map component "ABZg3" |  |

| Unknown route-map component "cCONTgq" | Unknown route-map component "ABZr+12" | Unknown route-map component "STRc34" + Unknown route-map component "SHI1l" | Unknown route-map component "+c" |

| Unknown route-map component "STRc1" | Unknown route-map component "SPL+4" + Unknown route-map component "v-STR" |  |

| Unknown route-map component "vBHF" |

| 30,320 |
| 31,756 |

| Unknown route-map component "vÜSTr" |

| Unknown route-map component "SHI3+l" | Unknown route-map component "vSHI3r-" + Unknown route-map component "SHI1+l" |  |

| Stop on track | Straight track |  |

| Station on track | Straight track |  |

| Small bridge over water | Small bridge over water |  |

| Unknown route-map component "SHI3gl" | Unknown route-map component "SPLa" + Unknown route-map component "vSHI3+r-" |  |

| Straight track | Unknown route-map component "vBHF" |  |

| 37,590 |
| 39,149 |

| Unknown route-map component "SHI3g+l" | Unknown route-map component "SPLe" + Unknown route-map component "vSHI3r-" |  |

| Unknown route-map component "LSTR" | Unknown route-map component "tSTRa@g" |  |

| Unknown route-map component "LSTRl" | Unknown route-map component "tSTR" + Unknown route-map component "LSTRq" | Unknown route-map component "LCONTfq" |

| Unknown route-map component "tSTR" |

| Unknown route-map component "tSTR+GRZq" |

| Unknown route-map component "tSTR" |

| Unknown route-map component "cCONTgq" | Unknown route-map component "ABZq+r" | Unknown route-map component "tdKRZ" | Unknown route-map component "STR+r" | Unknown route-map component "c" |

| Unknown route-map component "SHI3l" | Unknown route-map component "dSHI3g+lr" + Unknown route-map component "dPORTALg" | Unknown route-map component "SHI3r" |

| Unknown route-map component "bWBRÜCKE1" |

|  | Unknown route-map component "eKRWgl" | Unknown route-map component "exKRW+r" |

|  | Station on track | Unknown route-map component "exBHF" |

|  | Unknown route-map component "tSTRa@g" | Unknown route-map component "exLSTR" |

|  | Small arched bridge over water + Unknown route-map component "PORTALf" + Unknown route-map component "PORTALg" | Unknown route-map component "exLSTR" |

|  | Unknown route-map component "tSTRe@f" | Unknown route-map component "exLSTR" |

|  | Unknown route-map component "eKRWg+l" | Unknown route-map component "exLKRWr" |

| Unknown route-map component "hbKRZWae" |

|  | Unknown route-map component "eKRWgl" | Unknown route-map component "exLKRW+r" |

|  | Stop on track | Unknown route-map component "exLSTR" |

| 87,178 |
| 87,338 |

| Unknown route-map component "+c" | Unknown route-map component "ABZgl" | Unknown route-map component "eABZql" | Unknown route-map component "cCONTfq" |

| Unknown route-map component "exSTRc2" | Unknown route-map component "exSTR3+l" + Unknown route-map component "ABZg+l" | Unknown route-map component "CONTf@Fq" |

| Unknown route-map component "exLSTR2+1" | Unknown route-map component "exSTRc34" + Station on track |  |

| Unknown route-map component "exSTRc1" | Unknown route-map component "exABZ2+4g" + Straight track | Unknown route-map component "exSTRc3" |

|  | Unknown route-map component "exSTRc1" + Enter and exit tunnel | Unknown route-map component "exLSTR+4" |

|  | Station on track | Unknown route-map component "exLSTR" |

|  | Enter and exit short tunnel + Unknown route-map component "exSTRc2" | Unknown route-map component "exLSTR3" |

| Unknown route-map component "exSTRc2" | Unknown route-map component "eKRZ3+1" | Unknown route-map component "exSTRc4" |

| Unknown route-map component "exLSTR+1" | Unknown route-map component "exSTRc4" + Enter and exit tunnel |  |

| Unknown route-map component "exLSTR2" | Unknown route-map component "exSTRc3" + Enter and exit tunnel |  |

| Unknown route-map component "exSTRc1" | Unknown route-map component "exv-STR+4" + Straight track |  |

| Unknown route-map component "exSTRc2" | Unknown route-map component "exv-STR3" + Straight track |  |

| Unknown route-map component "exLSTR+1" | Unknown route-map component "exSTRc4" + Unknown route-map component "tSTRa" |  |

| Unknown route-map component "exLSTR2" | Unknown route-map component "exSTRc3" + Unknown route-map component "tSTRe" |  |

| Unknown route-map component "exSTRc1" | Unknown route-map component "eKRZ2+4" | Unknown route-map component "exSTRc3" |

|  | Unknown route-map component "exSTRc1" + Small bridge over water | Unknown route-map component "exWKRZq+4u" |

|  | Unknown route-map component "exSTRc2" + Enter and exit tunnel | Unknown route-map component "exSTR3" |

|  | Unknown route-map component "eABZg+1" | Unknown route-map component "exSTRc4" |

| Enter and exit tunnel |

| Station on track |

| Unknown route-map component "bWBRÜCKE1" |

| Unknown route-map component "bWBRÜCKE1" |

| Stop on track |

| Non-passenger station/depot on track |

| Unknown route-map component "CONTgq" | Unknown route-map component "ABZg+r" |  |

| Station on track |

|  | Unknown route-map component "ABZgl" | Unknown route-map component "CONTfq" |

| Continuation forward |

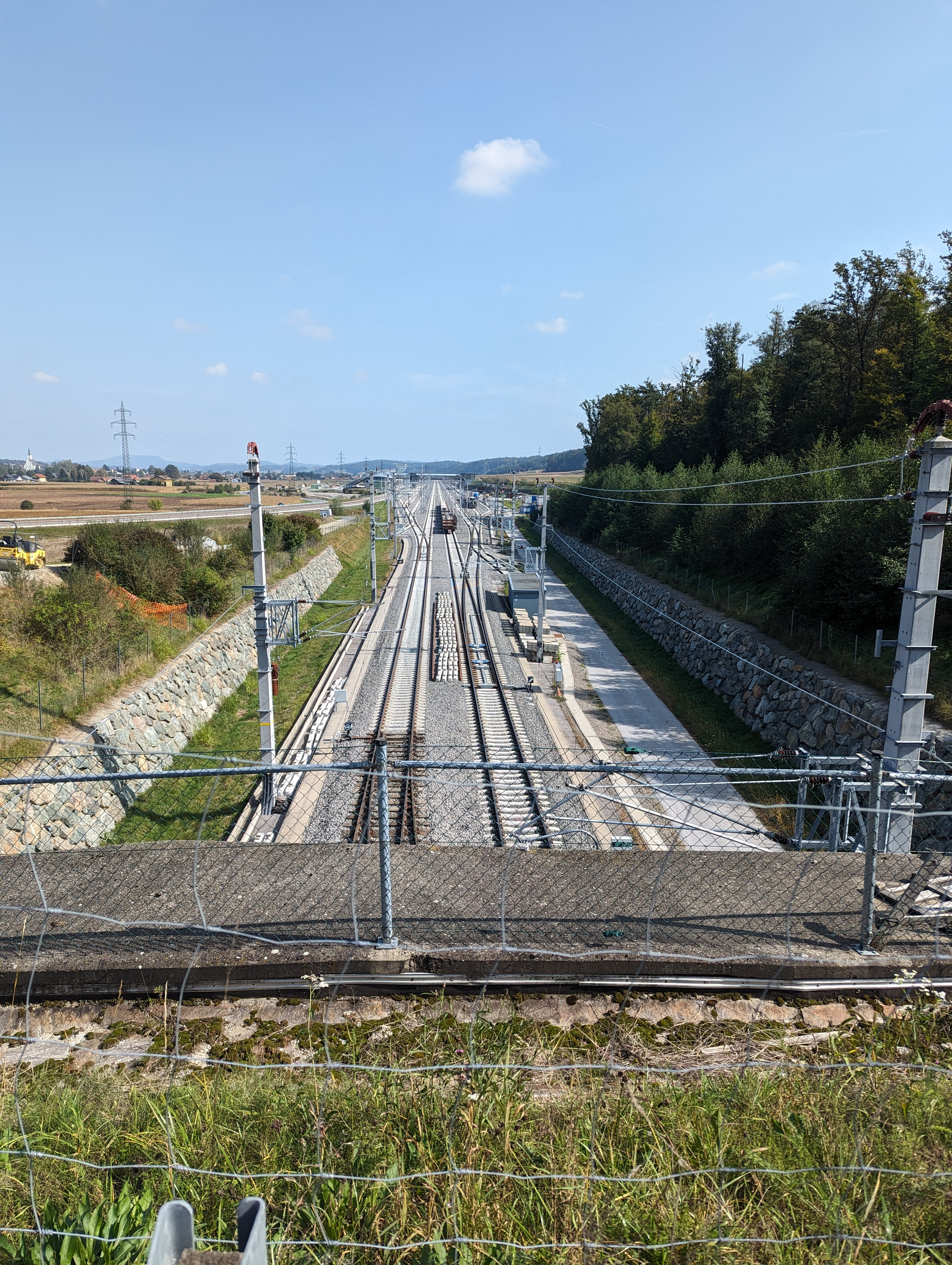
Stazione di Weststeiermark nel 2023

Da Graz fino al portale est del tunnel il tracciato procede parallelo alla Südbahn e alla ferrovia Graz - Wies-Ebisiwald (via Köflach), riducendo notevolmente i tempi di percorrenza per raggiungere Wettmannstätten. In questa tratta la pendenza massima è del 10‰.
La galleria di base della Koralpe è lunga 32,9 km e ha una pendenza massima del 6‰. Il portale est sul versante stiriano è posto nei pressi di Frauental an der Lassnitz, mentre quello ovest a St. Paul im Lavanttal.
Da St. Paul im Lavanttal a Mittlern la ferrovia sostituisce in parte il vecchio tracciato della Lavanttalbahn, tramite la realizzazione di due gallerie lunghe circa 3 km l'una. Il viadotto Jauntal sulla Drava, lungo 430 m e alto 96, precedentemente a binario unico, è stato ampliato e dotato di una nuova struttura portante.
Tra Mittlern e Klagenfurt la nuova linea è stata accorpata alla Drautalbahn, sostituendone il tracciato originario. Sono state costruite le nuove stazioni di Mittlern (attivata nel 2020) e Kühnsdorf Klopeiner See (attivata nel 2023) e un totale di 6 gallerie.